# Courage International
Courage International  (o Courage Latino [LA]) es un apostolado de la Iglesia católica que busca atender a personas con atracciones al mismo sexo y animarles a vivir en castidad para que encuentren el propósito de Dios en sus vidas. Es responsable también de un servicio llamado Encourage dirigido a familiares y amigos.

## Historia
Courage fue fundado en 1978 por el sacerdote John Harvey en la ciudad de Nueva York, llamado por el arzobispo de la archidiócesis neoyorkina, el cardenal Terence Cook. Con la ayuda de otro sacerdote, Benedict Groeschel, CFR y otros. El apostolado fue refrendado por el Pontificio Consejo para la Familia en 1994 mediante declaración del cardenal colombiano Alfonso López Trujillo durante el pontificado de Juan Pablo II.
En 2005, Courage International creó una sección en lengua española con sede central en Cuernavaca (México); está extendida hoy en México, El Salvador, y Puerto Rico. 
La Oficina Central de Courage, ubicada en Nueva York, opera con el apoyo de la Arquidiócesis de Nueva York así como con el apoyo voluntario de sus miembros y otras personas e instituciones.

## Organización
Courage International cuenta actualmente con grupos en países angloparlantes como Australia, Canadá, Nueva Zelanda, Reino Unido, e Irlanda.
El cardenal Alfonso López Trujillo, hablando en representación de la Santa Sede, dijo lo siguiente sobre la labor de Courage:

Este Consejo Pontificio para la Familia apoya la organización llamada ‘Courage’, la cual fue fundada por el Padre John Harvey, OSFS, para ayudar a las personas con atracción homosexual a vivir de acuerdo a las leyes de Dios y a las enseñanzas de Su Iglesia
7 de julio de 1994 - Prot. N216/93

## Actividad
Sus actividades son:
- Aconsejar a los sacerdotes en la pastoral de personas homosexuales.

Diferentes psiquiatras y psicólogos han alertado la peligrosidad de la organización, advirtiendo  que los métodos de Courage son "problemáticos y muy peligrosos para la salud espiritual de las personas".

## Encíclica
Con la llegada del Papa Francisco la actividad del grupo ha variado. Al respecto 
de la posición de la Iglesia Católica respecto de la homosexualidad el sumo Pontífice declaró en 2020 que " las personas homosexuales tienen derecho a estar en la familia. Son hijos de Dios, tienen derecho a una familia. No se puede echar de la familia a nadie, ni hacer la vida imposible por eso”. “o que tenemos que hacer es una ley de convivencia civil. Tienen derecho a estar cubiertos legalmente”.[cita requerida]

## Metas
Las miembros de Courage se trazan cinco metas: Castidad, oración y dedicación, compañerismo, apoyo y buen ejemplo.

- Tener vidas castas de acuerdo con las enseñanzas de la Iglesia Católica acerca de la homosexualidad. (Castidad)
- Dedicar la propia vida a Cristo a través del servicio a otros, la lectura espiritual, la oración, la meditación, la dirección espiritual individual, asistencia frecuente a Misa y la recepción asidua de los sacramentos de la Reconciliación y la Santa Eucaristía. (Oración y Dedicación)
- Fomentar un espíritu de compañerismo en el cual todos puedan compartir pensamientos y experiencias y así asegurar que nadie tenga que enfrentar los problemas de la homosexualidad solo. (Compañerismo)
- Estar consciente de la verdad de que amistades castas no son solamente posibles sino necesarias en una vida cristiana casta y obrando así proveer ánimos al formarse y sostenerse unos a otros. (Apoyo)
- Tener vidas que puedan servir como buenos ejemplos para otros. (Buen Ejemplo)

Este texto es leído al comienzo de cada reunión.

## Críticas
Una de las principales críticas hechas a Courage proviene de la organización  DignityUSA, organismo estadounidense integrado por católicos LGBT que afirma que Courage pertenece al movimiento ex-gay. Pese a que Courage niega esta relación argumentando que no obliga a sus miembros a cambiar su orientación sexual, mantiene vínculos con la organización National Association for Research & Therapy of Homosexuality (NARTH), que promueve terapias psicológicas para cambiar la orientación sexual a pesar de que la Asociación Estadounidense de Psiquiatría (APA) considera que no es ético que los profesionales médicos y psicólogos realicen dichas terapias. Asimismo se la critica por considerar la homosexualidad equiparable al alcoholismo. Ni la Organización Mundial de la Salud (OMS), la mayor autoridad mundial en materia de salud, ni la APA mantienen la homosexualidad dentro de la lista de enfermedades psiquiátricas.